# エドナ (小惑星)
エドナ (445 Edna) は小惑星帯に位置する小惑星。古在由秀はかなり小規模な小惑星族を代表する小惑星としている。1899年10月2日、エドウィン・フォスター・コディントンがハミルトン山で発見した。
コディントンの後援者であったジュリアス・F・ストーンの妻に因んで名づけられた。